# Asymptotische Statistik
Die asymptotische Statistik ist ein Teilgebiet der mathematischen Statistik, in welchem Eigenschaften von Zufallsstichproben und auf diesen beruhenden statistischen Verfahren für über alle Grenzen wachsenden Stichprobenumfang untersucht werden. Beispielsweise interessiert die Wahrscheinlichkeitsverteilung einer Stichprobenfunktion bei über alle Grenzen wachsendem Stichprobenumfang.
Eine Abgrenzung zur asymptotischen Statistik sind statistische Verfahren für festen oder endlichen Stichprobenumfang.
Grundlegende Ergebnisse der asymptotischen Statistik sind:
- der Hauptsatz der mathematischen Statistik über die Annäherung der empirischen Verteilungsfunktion einer Zufallsstichprobe an die Verteilungsfunktion der Grundgesamtheit,
- das Gesetz der großen Zahlen über die Annäherung des arithmetischen Mittelwertes einer Zufallsstichprobe an den Mittelwert einer endlichen Grundgesamtheit oder allgemeiner an den Erwartungswert der Verteilung einer Grundgesamtheit,
- der Zentrale Grenzwertsatz über die asymptotische Verteilung von Summen,
- der Satz von Donsker über die asymptotische Verteilung empirischer Prozesse,
- Sätze über die asymptotischen Verteilungen des Maximums und des Minimums von Zufallsstichproben.

Methoden der asymptotischen Statistik sind neben der Verwendung der Gesetze der großen Zahlen und der Grenzwertsätze der Statistik z. B. die Delta-Methode, Slutzkys Theorem und der Satz über Typenkonvergenz.